# Interpolation
Interpolation er at danne flere værdier end forhåndenværende, mellem to kendte yderpunkter.
Interpolation anvendes ofte i matematik og måleteknik til at skabe et mere sammenhængende datasæt end det forhåndenværende.
Eksempelvis: Givet talrækken 2, 4, 6, 8, 10. Hvordan kan denne talrække styrkes med ekstra værdier. F.eks. sådan her: 3, 5, 7, 9. Den sidste talrække er fundet ved lineær interpolation mellem de første værdier, og betegner hver især midtvejspunkterne mellem de bestående talpar.
Da man ved interpolation arbejder inden for et kendt dataområde, vil metoden være mere præcis end den beslægtede ekstrapolation, hvor man skaber ekstra værdier uden for de kendte yderpunkter.